# 小行星1851
小行星1851（1851 Lacroute）是一颗围绕太阳公转的小行星。1950年11月9日，路易·博耶在阿尔及尔发现了此天体。
該小行星以法國天體物理學家皮埃爾·拉克魯特命名。
这颗小行星的绝对星等为343.4974946085201等。